# Eerie
Eerie fue una revista de cómic publicada desde 1966 a 1983 por la compañía estadounidense Warren Publishing, editora también de Creepy (1964-1983) y Vampirella (1969-1983). Las tres estaban especializadas en el género de terror, por lo que se acogieron al formato de las revistas en blanco y negro típico de los quioscos de periódicos para poder prescindir del sello de aprobación del Comics Code Authority, que sólo se exigía a los comic books. 
Siguiendo el modelo de los cómics de terror de EC (1950-1954), recuperaron la figura del anfitrión siniestro encargado de presentar las historietas de cada número, que en este caso se llamaba Cousin Eerie (El Primo Eerie).
En España su material fue publicado en las revistas Dossier Negro (1968-1988), Rufus (1973-1978) y Creepy (1979-1985).

## Contenido
Constó de 145 números, editados desde principios de 1966 hasta febrero de 1983. A diferencia de la pionera Creepy, presentó gran cantidad de seriales:
| Números                          | Años      | Título                     | Guion                   | Dibujo                                    | Procedencia                      |
| -------------------------------- | --------- | -------------------------- | ----------------------- | ----------------------------------------- | -------------------------------- |
| 39-41, 43-50, 52                 | 1972-1973 | Dax The Warrior            | Esteban Maroto          | Esteban Maroto                            |                                  |
| 46-48                            | 1973      | Dracula                    | Bill DuBay              | Tom Sutton                                |                                  |
| 48-50, 52-54, 61                 | 1973-     | The Mummy Walks            | Steve Skeates           | Jaime Brocal, Joaquín Blázquez            |                                  |
| 48-50, 52-56                     | 1973-1974 | Curse of the Werewolf      | Al Milgrom              | Rich Buckler, Bill DuBay, Martín Salvador |                                  |
| 52-57                            | 1973-1974 | Hunter                     | Rich Margopoulos        | Paul Neary                                |                                  |
| 53-55                            | 1974      | Schreck                    | Doug Moench             | Vicente Alcázar, Neal Adams               |                                  |
| 54-58, 60-61                     | 1974      | Doctor Archaeus            | Gerry Boudreau          | Isidro Monés                              |                                  |
| 57-58, 62-65                     | 1974-1975 | The Spook                  | Doug Moench, Budd Lewis | Esteban Maroto, Leopoldo Sánchez          | Nueva                            |
| 57, 65, 67                       | 1974-1975 | The Hacker                 | Steve Skeates           | Tom Sutton, Alex Toth                     |                                  |
| 57-58, 60                        | 1974      | Child                      | Greg Potter             | Richard Corben                            |                                  |
| 60, 63-65                        | 1974-1975 | Night Of The Jackass       | Bruce Bezaire           | José Ortiz                                |                                  |
| 60, 63-64                        | 1974-1975 | Exterminator One           | Bill DuBay              | Paul Neary                                |                                  |
| 61, 67-68, 70                    | 1974-1975 | Coffin                     | Budd Lewis              | José Ortiz                                |                                  |
| 62-65                            | 1975      | Apocalypse                 | Budd Lewis              | José Ortiz                                |                                  |
| 65-66, 70-71                     | 1975-1976 | El Cid                     | Budd Lewis              | Gonzalo Mayo                              |                                  |
| 72-73, 75                        | 1976      | The Freaks                 | Doug Moench             | Leopoldo Sánchez                          |                                  |
| 72-73, 76                        | 1976      | Tales Of Peter Hypnos      | Josep Maria Beà         | Josep Maria Beà                           |                                  |
| 72, 74-75, 77                    | 1976      | The Demons of Jedediah Pan | Bill DuBay              | José Ortiz                                |                                  |
| 76, 79-80                        | 1976-1977 | Darklon The Mystic!        | Jim Starlin             | Jim Starlin                               |                                  |
| 82-85, 87-95, 98-105             | 1977-1979 | The Rook                   | Bill DuBay              | Luis Bermejo, Jimmy Janes, Alfredo Alcalá |                                  |
| 93-94, 98                        | 1978-1979 | Honor And Blood            | Nicola Cuti             | Leopoldo Duranona                         |                                  |
| 95-96, 105-107, 109, 111         | 1978-1980 | Mac Tavish                 | Jim Stenstrum           | Pepe Moreno                               |                                  |
| 111-113, 116-117                 | 1980      | Haxtur                     | Víctor de la Fuente     | Víctor de la Fuente                       | "1984" (originalmente, "Trinca") |
| 118-124, 126-129, 132, 134, 136, | 1981-1982 | Haggarth                   | Victor de la Fuente     | Víctor de la Fuente                       |                                  |